# Reichsgau Niederdonau
Reichsgau Niederdonau (Nederlands: Rijksgouw Lage Donau) was een de rijksgouwen in het Duitse Rijk tijdens het nationaalsocialisme, en na de annexatie van Oostenrijk in 1938. Het rijksgouw bestond volgens het Ostmarkgesetz van 1939 tot 1945.
De rijksgouw bestond uit de gebieden in Neder-Oostenrijk, Burgenland, zuidoostelijke delen van Bohemen, zuidelijke delen van Moravië, en werd later uitgebreid met delen van Devín en Petržalka. 

## Geschiedenis
Na de annexatie van Oostenrijk in 1938, werd Oostenrijk op 1 mei 1939 in zeven rijksgouwen opgedeeld. Vanaf 1938 zat het in het negende district van Wenen in het gebouw van de gymnasium Wasagasse. Die een bijzonder groot aantal joodse studenten eerder had bezocht. De Gauleitung  (gouwleiding) had het hoofdkantoor in Krems an der Donau. De geplande uitbreiding van Krems strandde door het uitbreken van de Tweede Wereldoorlog.
Op 15 oktober 1938 werden 97 gemeenten van Neder-Oostenrijk afgescheiden en verenigd met Wenen, om de op een na grootste Duitse stad Groß-Wien  (Groot-Wenen) te gaan vormen. Daarvoor werd de volgende gebieden: Eisenstadt, Neusiedl am See, Mattersburg en Oberpullendorf en het ontbonden Burgenland aan het Neder-Oostenrijk toegevoegd. Op 9 januari 1939 werd Neder-Oostenrijk uitgebreid met zeven Zuid-Moravische districten, die voorheen tot de Tsjechoslowaakse Republiek behoorden, en Gmünd (Neder-Oostenrijk) en Theben (Devín bij Presburg).
Vanaf augustus 1937 was Roman Jäger de onofficiële gouwleider van de Gau Niederösterreich. In 1938 werd de zogenaamde Gau Niederdonau en de op 1 mei 1939 gevormd Reichsgau Niederdonau gezamenlijk door Hugo Jury gedurende de gehele periode als gouwleider en in personele unie als Reichsstatthalter (vrije vertaling: Rijksstadhouder) vanaf 1940 en vanaf 1942 ook als Reichsverteidigungskommissar (Rijksverdedigingscommissaris) geleid. Zijn plaatsvervanger als gouwleider was Karl Gerland, en als plaatsvervanger van de rijksstadhouder het hoofd van een deelstaatsdistrict Erich Gruber.
Vanaf april 1939 werden zes districtsraadsleden aangesteld als adviseurs van de gouwleider: Alois Forst (districtsleider van de DAF), Franz Rehling (districtsmanager NSV), Ludwig Uhl (districtsleider Lilienfeld), Ferdinand Ulz (districtsleider Wiener Neustadt) en Walter Wolf (districtsmanager landbouwbeleid).

## Ambtsbekleders
De volgende personen behoorden tot de gouwleiding:
| - Gauleiter: Roman Jäger (onofficieel vanaf augustus 1937) (12 maart 1938 tot 23 mei 1938), Hugo Jury (vanaf 23 mei 1938 tot 8 mei 1945) - Gauleiterstellvertreter: Karl Gerland - Gaustabsamtsleiter: Otto Ifland - Gauorganisationsleiter: Karl Hofmann - Gauschatzmeister: Karl Mackensen - Gauinspekteur: Heinz Kubelke - Gaupropagandaamt: Hans Goger - Gaupersonalamt: Theodor Holezius - Gauschulungsamt: Dr. Roman Jäger - Gaupresseamt: Hans Schopper - Geschäftsführer der Parteiverbindungsstelle für Böhmen und Mähren beim Reichsprotektor: Gauamtsleiter Gustav Adolf Schulte-Schomburg | - Gaurichter: Florian Musil - Gauwirtschaftsberater: Doz. Dr. Robert Schmied - DAF-Gaubeauftragter: Alois Forst - Hauptschriftleiter der Gautageszeitung: Roderich Müller-Guttenbrunn - Gauamt für Volksgesundheit: Dr. Richard Eisenmenger, i. V. Dr. Leopold Tangl - Gauamt für Erzieher: Otto Winkler, i. V. Leopold Lindbichler - Gauamt für Technik: i. V. Ing. Josef Sturm - Gauamt für Volkswohlfahrt: Franz Rehling - Gauamt für Beamte: Richard Jury, i. V. Edmund Beranek - Gauamt für Kommunalpolitik: Dr. Sepp Mayer - Gauamt für Agrarpolitik: Walter Wolf | - Rechtsamt: Dr. Leopold Gawanda, i. V. Dr. Paul Lux - Gauamt für Rassenpolitik: i. V. Dr. Anton Fehringer - Gaugrenzlandamt: Helmut Triska, i. V. Franz Burri - Amt für NSKOV.: i. V. Viktor Neumüller - NS-Frauenschaft: Anni Vietoris - Führer des HJ Gebiets Niederdonau: Kurt Sommerfeld, Alfred Schopper, Josef Krackler-Semmler - Führerinnen des BDM-Obergaues Niederdonau: Hildegard Naber-Binder, Hilde Ernsthofer, Ruth Maier |